# Norm Johnson
Pour les articles homonymes, voir Johnson.
Norm Bruce Johnson (né le 27 novembre 1932 à Moose Jaw, dans la province de la Saskatchewan au Canada et mort le 22 mars 2016 à Portland, Oregon aux États-Unis) est un joueur professionnel de hockey sur glace qui évoluait au poste de centre.

## Biographie
Norm Johnson a décidé de faire une carrière de joueur de hockey sur glace alors qu'il était à quelques mètres des bureaux de la Gendarmerie royale du Canada qu'il envisageait de rejoindre.
Après avoir pratiqué son hockey junior avec les Canucks de Moose Jaw, il passe une saison en amateur avec les Millers de Moose Jaw dans la Ligue de hockey sénior de la Saskatchewan et joue la Coupe Allan. En 1954, il fait ses débuts professionnels avec les Komets de Fort Wayne de la Ligue internationale de hockey. La saison suivante, il rejoint les Regals de Brandon de la Western Hockey League. À l'issue de la saison 1956-57 qui voit les Regals remporté la Coupe du Président, il est recruté par les Bruins de Boston de la Ligue nationale de hockey. Son temps de jeu est partagé entre les Bruins et les Indians de Springfield en Ligue américaine de hockey. En janvier 1959, il rejoint les Black Hawks de Chicago pour lesquels il joue sept matchs avant d'être prêté aux Canadiens de Montréal et finit la saison avec l'équipe affiliée des Americans de Rochester en LAH. Pendant la saison 1959-60, il joue pour deux équipes affiliées aux Black Hawks, les Stampeders de Calgary en WHL et les Bisons de Buffalo en LAH, avant de faire une pige de deux matchs durant les séries éliminatoires de la LNH.
À partir de 1960, Norm Johnson joue uniquement en WHL, dont il devient l'un des joueurs phares, à l'exception d'un match qu'il joue en Ligue centrale professionnelle de hockey avec les Rangers de Saint Paul. Il joue tout d'abord avec les Stampeders jusqu'au retrait de la franchise en 1963, puis avec les Blades de Los Angeles et enfin les Buckaroos de Portland à compter de 1967, ces derniers remportant la Coupe Lester Patrick lors de sa dernière saison avant qu'il prenne la retraite. Il passe la barre des 80 points à sept reprises et finit en tête du classement des aides en 1962. Le 5 novembre 1969, il inscrit le millième point de sa carrière professionnelle, toutes ligues confondues. Un an plus tard, le 7 novembre 1970, c'est son millième point en WHL seule qu'il inscrit, devenant le troisième joueur de l'histoire de la ligue, après Art Jones et Guyle Fielder, à réaliser cette performance.

## Statistiques
| Saison     | Équipe                 | Ligue             |    | Saison régulière | Saison régulière | Saison régulière | Saison régulière | Saison régulière |   | Séries éliminatoires | Séries éliminatoires | Séries éliminatoires | Séries éliminatoires | Séries éliminatoires |
| Saison     | Équipe                 | Ligue             | PJ | B                | A                | Pts              | Pun              | PJ               | B | A                    | Pts                  | Pun                  |                      |                      |
| 1949-1950  | Canucks de Moose Jaw   | WCJHL             | 3  | 0                | 0                | 0                | 0                | -                | - | -                    | -                    | -                    |                      |                      |
| 1950-1951  | Canucks de Moose Jaw   | WCJHL             | 39 | 6                | 9                | 15               | 24               | -                | - | -                    | -                    | -                    |                      |                      |
| 1951-1952  | Canucks de Moose Jaw   | WCJHL             | 44 | 16               | 13               | 29               | 96               | -                | - | -                    | -                    | -                    |                      |                      |
| 1952-1953  | Canucks de Moose Jaw   | WCJHL             | 33 | 25               | 16               | 41               | 42               | 9                | 4 | 3                    | 7                    | 8                    |                      |                      |
| 1953-1954  | Millers de Moose Jaw   | LHSS              | 37 | 22               | 35               | 57               | 40               | 8                | 2 | 3                    | 5                    | 6                    |                      |                      |
| 1954       | Millers de Moose Jaw   | Coupe Allan       | -  | -                | -                | -                | -                | 7                | 2 | 3                    | 5                    | 4                    |                      |                      |
| 1954-1955  | Komets de Fort Wayne   | LIH               | 22 | 7                | 8                | 15               | 17               | -                | - | -                    | -                    | -                    |                      |                      |
| 1954-1955  | Terriers de Yorkton    | WCSHL             | -  | -                | -                | -                | -                | 6                | 1 | 1                    | 2                    | 4                    |                      |                      |
| 1955-1956  | Regals de Brandon      | WHL               | 69 | 15               | 22               | 37               | 42               | 9                | 4 | 3                    | 7                    | 8                    |                      |                      |
| 1956-1957  | Regals de Brandon      | WHL               | 70 | 32               | 46               | 78               | 75               | 8                | 2 | 3                    | 5                    | 6                    |                      |                      |
| 1957       | Regals de Brandon      | Trophée Edinburgh | -  | -                | -                | -                | -                | 5                | 1 | 3                    | 4                    | 0                    |                      |                      |
| 1957-1958  | Bruins de Boston       | LNH               | 15 | 2                | 3                | 5                | 8                | 12               | 4 | 0                    | 4                    | 6                    |                      |                      |
| 1957-1958  | Indians de Springfield | LAH               | 52 | 8                | 33               | 41               | 46               | -                | - | -                    | -                    | -                    |                      |                      |
| 1958-1959  | Bruins de Boston       | LNH               | 39 | 2                | 17               | 19               | 25               | -                | - | -                    | -                    | -                    |                      |                      |
| 1958-1959  | Black Hawks de Chicago | LNH               | 7  | 1                | 0                | 1                | 8                | -                | - | -                    | -                    | -                    |                      |                      |
| 1958-1959  | Americans de Rochester | LAH               | 14 | 3                | 4                | 7                | 8                | 5                | 1 | 2                    | 3                    | 13                   |                      |                      |
| 1959-1960  | Stampeders de Calgary  | WHL               | 45 | 20               | 40               | 60               | 32               | -                | - | -                    | -                    | -                    |                      |                      |
| 1959-1960  | Bisons de Buffalo      | LAH               | 23 | 5                | 12               | 17               | 10               | -                | - | -                    | -                    | -                    |                      |                      |
| 1960-1961  | Stampeders de Calgary  | WHL               | 58 | 23               | 64               | 87               | 19               | 5                | 1 | 3                    | 4                    | 2                    |                      |                      |
| 1961-1962  | Stampeders de Calgary  | WHL               | 69 | 29               | 64               | 93               | 25               | 7                | 0 | 5                    | 5                    | 2                    |                      |                      |
| 1962-1963  | Stampeders de Calgary  | WHL               | 69 | 22               | 43               | 65               | 27               | -                | - | -                    | -                    | -                    |                      |                      |
| 1963-1964  | Blades de Los Angeles  | WHL               | 70 | 33               | 53               | 86               | 38               | 12               | 5 | 14                   | 19                   | 18                   |                      |                      |
| 1963-1964  | Rangers de Saint Paul  | LCPH              | 1  | 0                | 1                | 1                | 2                | -                | - | -                    | -                    | -                    |                      |                      |
| 1964-1965  | Blades de Los Angeles  | WHL               | 69 | 26               | 55               | 81               | 39               | -                | - | -                    | -                    | -                    |                      |                      |
| 1965-1966  | Blades de Los Angeles  | WHL               | 71 | 23               | 54               | 77               | 34               | -                | - | -                    | -                    | -                    |                      |                      |
| 1966-1967  | Blades de Los Angeles  | WHL               | 67 | 31               | 46               | 77               | 20               | -                | - | -                    | -                    | -                    |                      |                      |
| 1967-1968  | Buckaroos de Portland  | WHL               | 72 | 23               | 40               | 63               | 24               | 12               | 1 | 9                    | 10                   | 14                   |                      |                      |
| 1968-1969  | Buckaroos de Portland  | WHL               | 71 | 43               | 47               | 90               | 40               | 11               | 4 | 6                    | 10                   | 8                    |                      |                      |
| 1969-1970  | Buckaroos de Portland  | WHL               | 71 | 34               | 62               | 96               | 34               | 11               | 7 | 10                   | 17                   | 24                   |                      |                      |
| 1970-1971  | Buckaroos de Portland  | WHL               | 72 | 37               | 55               | 92               | 86               | 13               | 3 | 11                   | 14                   | 29                   |                      |                      |
| Totaux LNH | Totaux LNH             | Totaux LNH        | 61 | 5                | 20               | 25               | 41               | 14               | 4 | 0                    | 0                    | 6                    |                      |                      |

## Honneurs et Trophées
- Nommé dans la seconde équipe des étoiles de la Division Prairie de la WHL 1957
- Nommé dans la première équipe des étoiles de la WHL 1961 et 1962
- Nommé dans la seconde équipe des étoiles de la WHL 1969

## Transactions en carrière
- 4 juin 1957 : Repêché des Regals de Brandon par les Bruins de Boston lors du repêchage inter-ligues
- 7 janvier 1959 : réclamé au ballotage des Bruins par les Black Hawks de Chicago
- 20 février 1959 : Prêté par les Black Hawks aux Canadiens de Montréal pour compléter la transaction qui a transféré Dollard St-Laurent aux Black Hawks (3 juin 1958)
- 12 août 1963 : transféré par les Black Hawks aux Blades de Los Angeles avec Ron Leopold et Gord Vejprava pour Llyod Haddon
- juillet 1967 : transféré par les Blades aux Buckaroos de Portland pour de l'argent.